# 三段櫂船

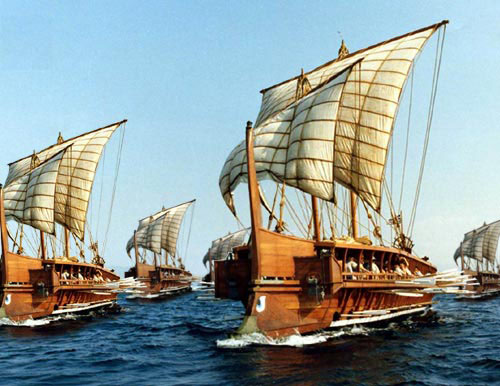
三段櫂船の実物大の復元船オリンピアを使ってつくられた船隊の写真。

三段櫂船（さんだんかいせん、古代ギリシア語: τριήρης、ラテン語: triēris）は、紀元前5世紀頃から地中海で使用された軍船（ガレー船）である。三段橈船（さんだんとうせん）、三橈漕船（さんどうそうせん）、トライリームともいう。フェニキア人の国家や古代ギリシアで用いられた。三段櫂船に限らずこの種の軍船は外洋の航行には適さず乗員の寝場所もないため、一般に沿岸を航行し、夜間は海浜に引き揚げて乗員は陸上で炊事をし休息した。

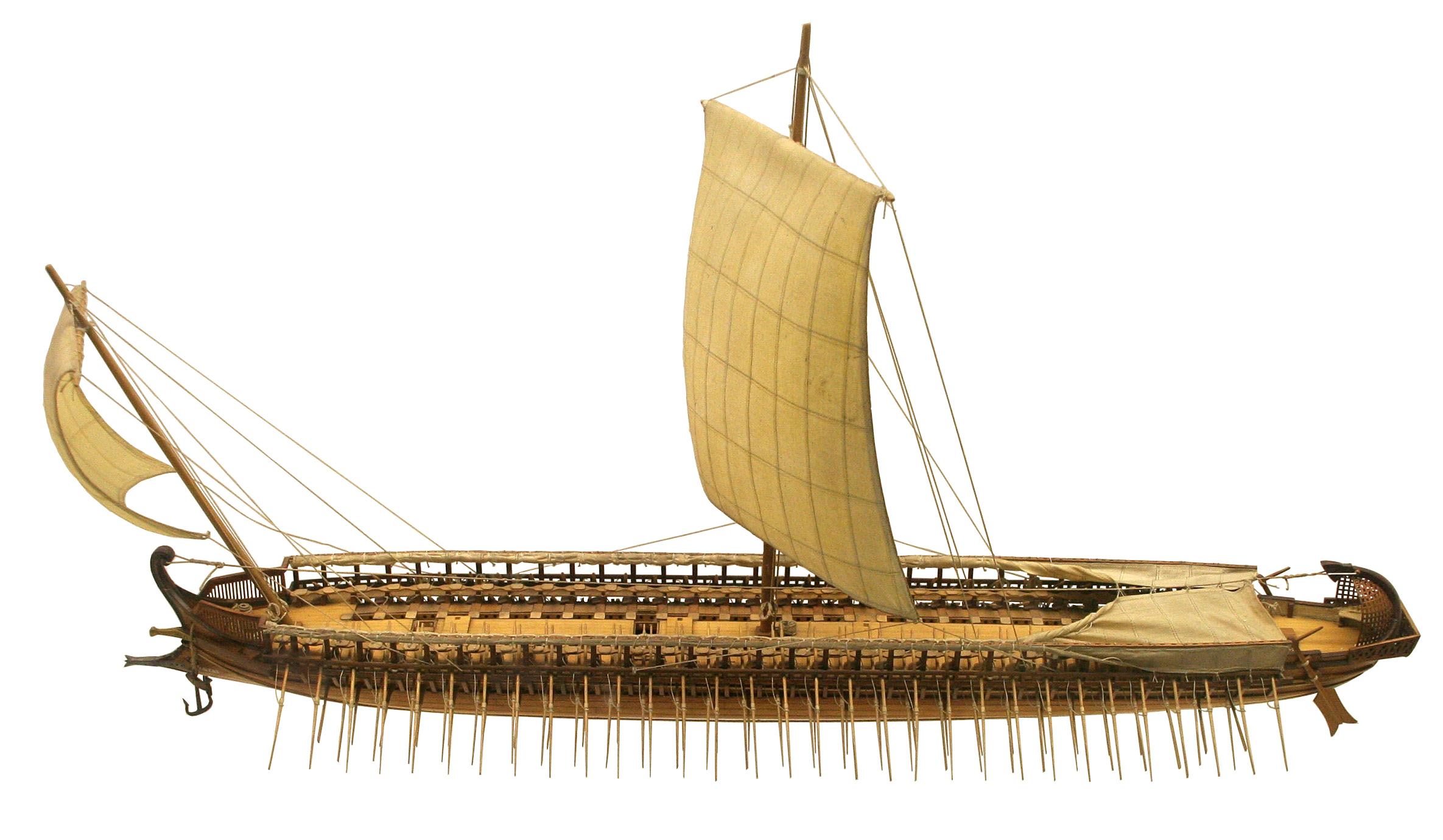
古代ギリシアの三段櫂船（紀元前5世紀）

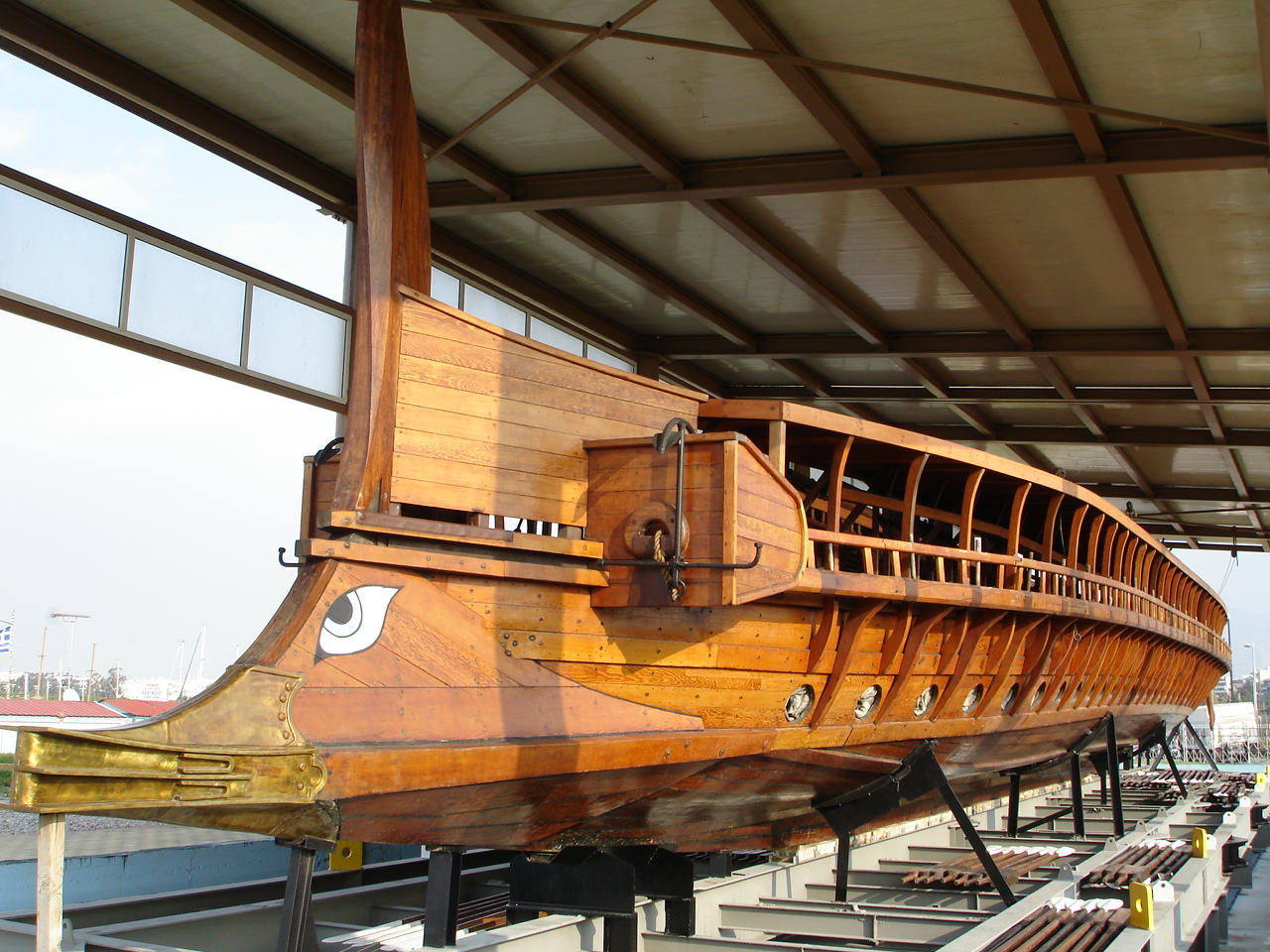
金属製衝角を装備した、ギリシャの復元三段櫂船「オリンピア」

その名称の通り、櫂の漕ぎ手60名 - 170名を上下3段に配置して高い速力を得た（アテナイのそれの船員は漕手170人、補欠漕手・水夫・戦闘員30人の200人、攻撃時の最高速力およそ10ノット）。帆を備え、風力でも移動できるが地中海では風はあてに出来なかった。この種の軍船は船底最前部に青銅で補強した衝角 (ram) という突起物を備え、敵船に衝突して船腹に穴を穿って浸水させ、行動不能とすることを目的とした。
アテナイでは漕手は自ら武具を調達できないテテス（無産階級の市民）で構成されていたが、その数は2万程度だったので、のちにはテテスだけでは足りずメトイコイ（在留外国人）が大半を占めるようになった。トゥキディデスの『戦史』によると、ペロポネソス戦争中にスパルタ側についたケルキューラ（現在のコルフ）は貿易によって富裕を誇っており、軍船の漕手はほとんど奴隷でまかなっていたとされる。
船体衝突により打撃を与える戦法は、ペルシャ戦争で威力を発揮した。三段櫂船の他に補助的な軍船として五段櫂船があった。高木の少ないギリシアでは櫂の材料にする真っ直ぐな木材が入手しにくく、テッサリアなどからの輸入に頼っていたので、海戦に勝った場合戦場に漂う敵味方の櫂などの船材を確保することも重要だった。
艦隊の戦法としては、敵艦隊を左右から包囲して混乱させつつ周囲から衝角攻撃を加えるペリプルスや、敵艦の隊列の間を突っ切り、櫂の列を破壊して機動力を奪ってから衝角攻撃を行うディエクブルスなどがあった。
1987年にはギリシャで復元船「オリンピア」が完成した。

## ギャラリー

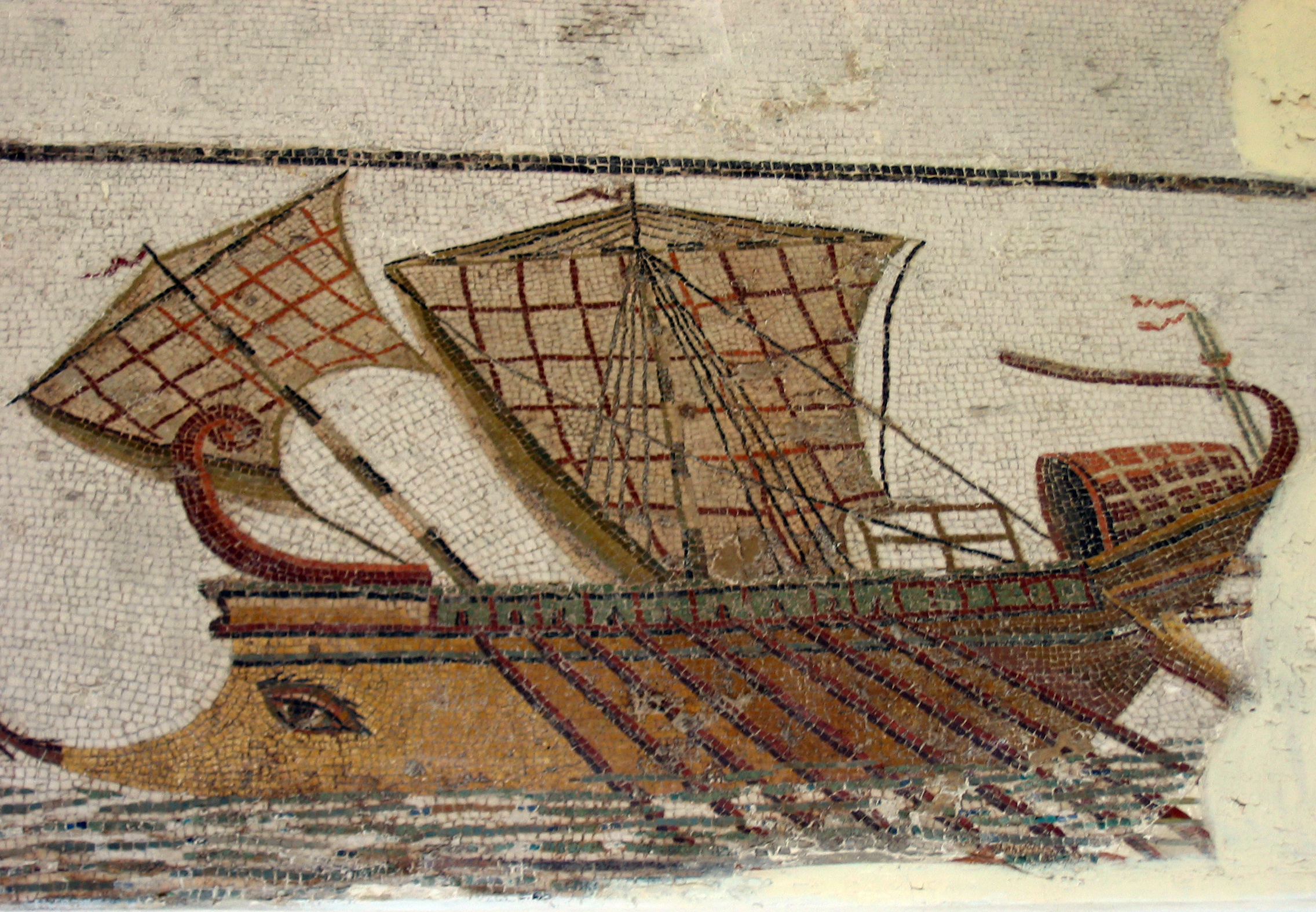
カルタゴ人が作成したローマ製三段櫂船のモザイク（チュニス、 バルド国立博物館）
船の建設
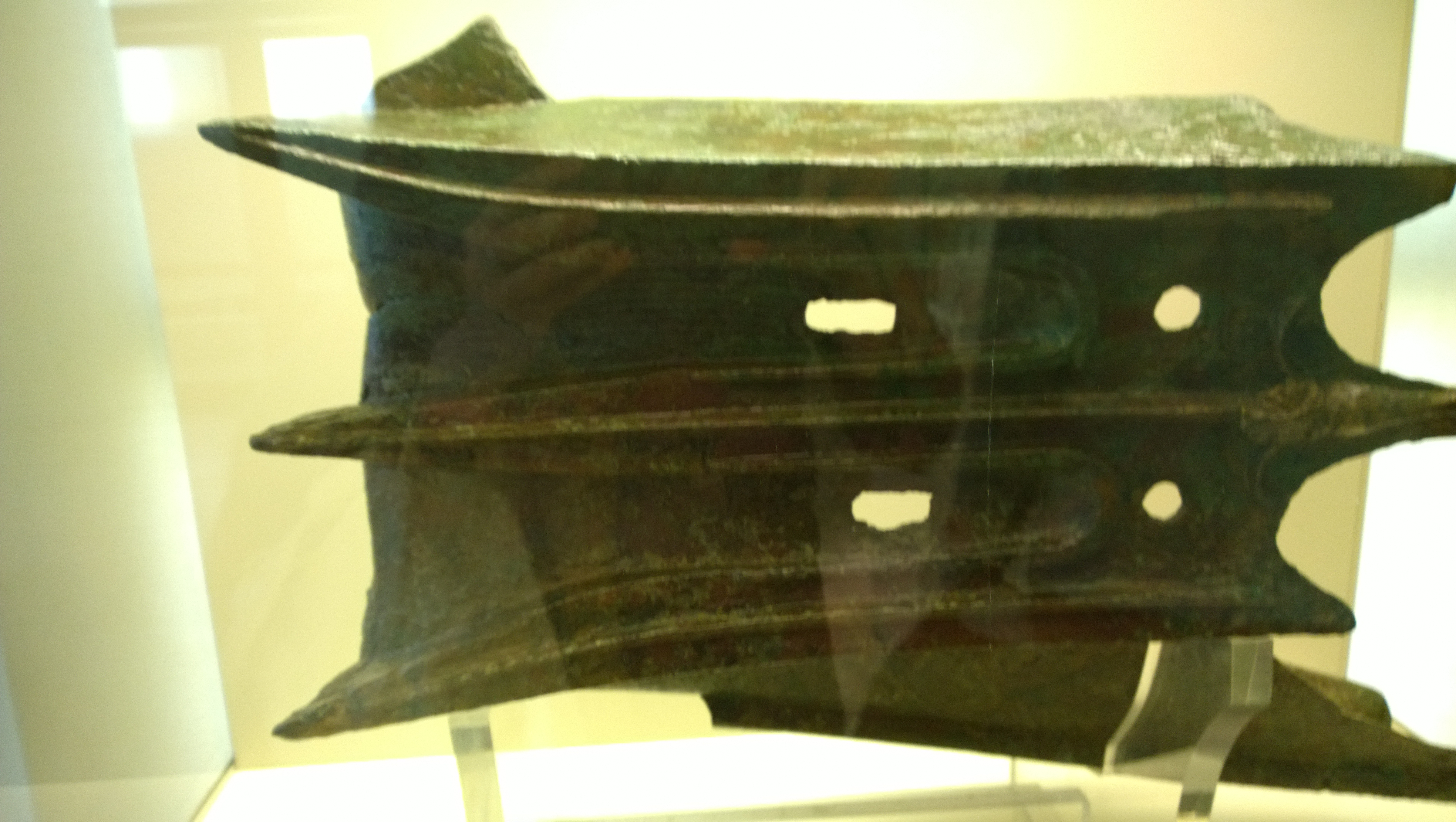
三段櫂船の衝角（青銅）
漕ぎ、技術
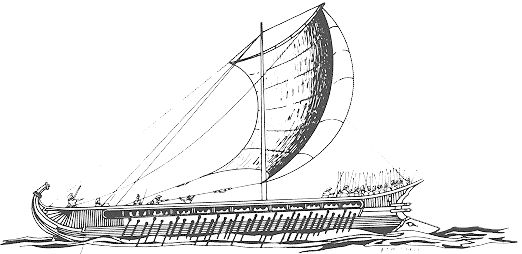
古代ギリシアの三段櫂船